# Antoni Cerveto i Riba
Antoni Cerveto i Riba (Tortosa, Baix Ebre, 5 d'abril de 1876 - c. abril de 1938) va ser un pintor, escultor i dibuixant català.
Fill de l'escultor Ramon Cerveto i Bestratén, va tenir diversos germans també dedicats a les arts: Ramón, Víctor, José i Ricardo. De fet, es va iniciar artísticament parlant al mateix taller del seu pare. Estudià a la Llotja de Barcelona.
A. Cerveto, que dins de la pintura va conrear diversos gèneres, també va il·lustrar llibres i premsa. L'any 1897 es va traslladar a Madrid per a treballar al taller de l'escultor Agustín Querol i Subirats. Entre els seus treballs hi ha un retrat de Manuel Sales i Ferré.
Com a escultor va ser premiat en dos concursos internacionals. el de Sant Petersburg de l'any 1911, on va presentar un projecte de monument al Tsar Alexandre II; i també l'any 1911 a Montevideo, amb un projecte de monument per al general uruguaià J. Artigas.
Va morir assassinat l'any 1938, durant la Guerra Civil espanyola.